# Ибиев, Руслан Керимович
Руслан Керимович Ибиев (род. 1971) — руководитель четвертого следственного управления Главного следственного управления СКР, генерал-лейтенант юстиции (13.06.2014).

## Биография
Родился в селе Чинар в рабочей семье: отец — водитель, мать — домохозяйка. Родовым происхождением из села Ираки Дахадаевского района. По национальности — даргинец.

## Учёба
Чинарскую среднюю школу окончил в 1988 году.

## Воинская служба
После окончания школы был призван в ряды ВС СССР. Служил в пограничных войсках КГБ СССР, на границе с Китаем и Монголией.

## Учёба в вузе
После увольнения в запас, окончил Харьковский юридический институт.

## Карьера
Следователь по особо важным делам ГСУ СКП РФ полковник Руслан Ибиев занимался расследованием таких нашумевших дел, как:
- «Дело ЮКОСа»[4];
- Дело о трагедии в «Хромой лошади»[5] и др.

С 20 апреля 2011 года по 7 августа 2014 года — руководитель следственного управления Следственного комитета РФ по Уральскому федеральному округу.
Указом Президента Российской Федерации «О присвоении высших специальных званий сотрудникам Следственного комитета Российской Федерации» от 14 июня 2012 года полковнику Ибиеву присвоено звание генерал-майора юстиции. С 13.06.2014 —
генерал-лейтенант юстиции.
Указом Президента Российской Федерации № 541 от 04 ноября 2019 года освобожден от должности руководителя четвертого следственного управления Главного следственного управления Следственного комитета России.